# Nyanza (Kenia)
Nyanza was een provincie van Kenia.
De hoofdstad is Kisumu en de provincie had 4.392.196 inwoners (1999). De provincies zijn met de invoering van county's vervallen als bestuurlijke indeling van Kenia.

## Naam
De naam van de provincie komt van de Sukuma, een Bantoe sprekend volk die aan de Tanzaniaanse kust van het Victoriameer woont, voor wie het woord Nyanza "grote hoeveelheid water" betekent.

## Geografie
Nyanza is gelegen aan het Victoriameer, in het westen van Kenia. In het zuiden grenst de provincie aan de Tanzaniaanse regio Mara. Verder grenst het aan de andere Keniaanse provincies Bonde la Ufa (Rift Valley) en Magharibi (Western).
De provincie wordt naast het Victoriameer, vooral gedomineerd door de Golf van Winam, die in het noorden van de provincie ligt. Het enige nationale park is het Nationaal park Ruma.
Naast de hoofdstad Kisumu, de op twee na grootste stad van Kenia, zijn andere belangrijke steden Homa Bay, Migori en Kisii.

## Bevolking
De provincie wordt in hoofdzaak bewoond door de Luo, die het gelijknamige Nilotische Luo (Dholuo) spreken. Er zijn ook stammen die Bantoetalen spreken, zoals de Kisii, de Kuria en een kleine hoeveelheid Luhya.
In het dorp Sengera is in 1988 een zendingspost gesticht door de Schotse Free Presbyterian Church. In 1998 werd de post aangevallen door een bende van zeker tien misdadigers. Drie Keniase bewakers en een chauffeur raakten daarbij zwaargewond. De post werd daarna gesloten, maar werd in 2000 heropend.

## Districten
| - Bondo - Gucha (Kisii South) - Homa Bay - Kisii (Kisii Central) - Kisumu - Kuria |  | - Migori - Nyamira (Kisii North) - Nyando - Rachuonyo - Siaya - Suba |